# Saint-Michel I

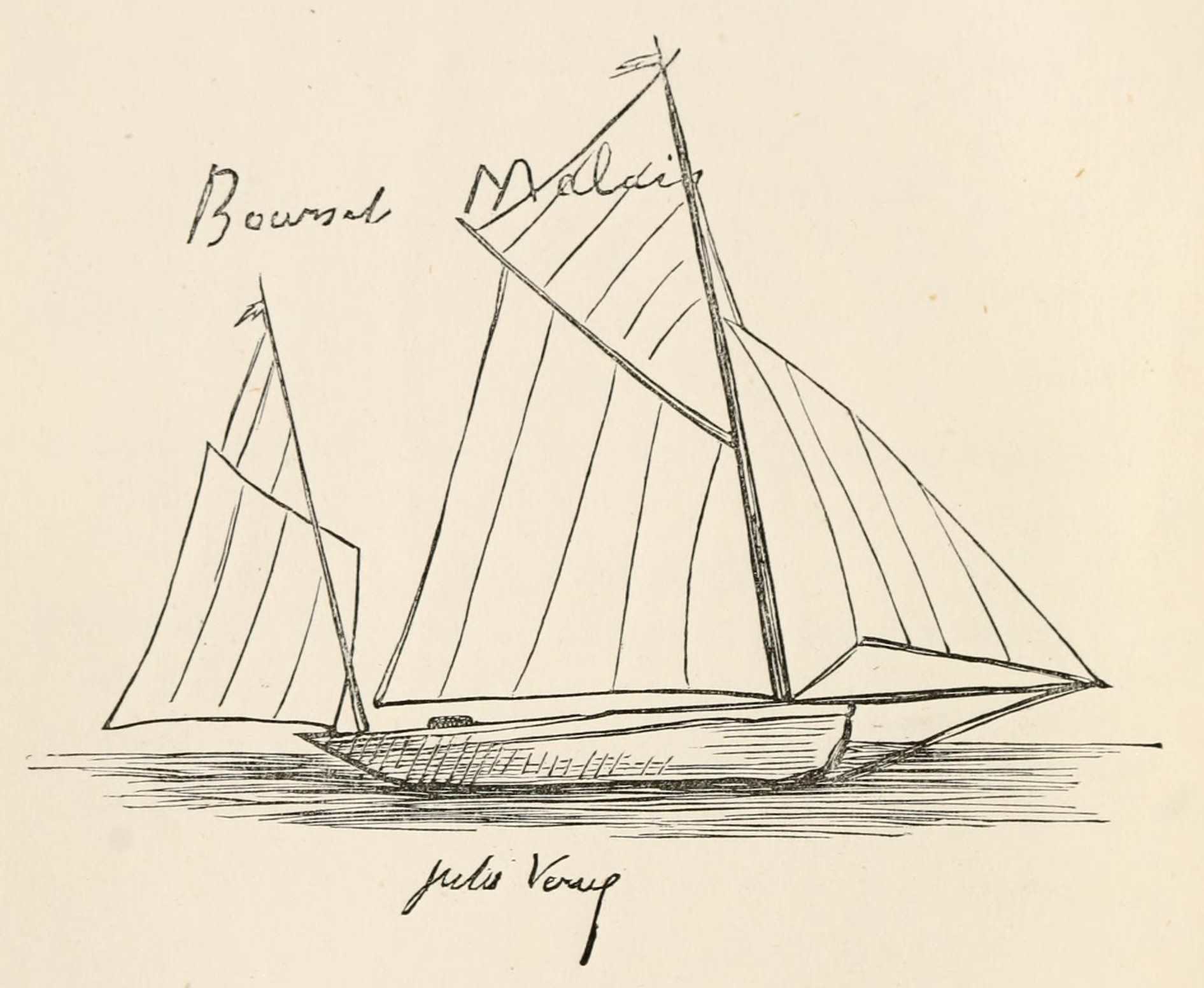
Le Saint-Michel I, unique représentation connue du premier bateau de Jules Verne. Dessin par Jules Verne, vers 1873, qui y a noté Bourset Malais

Le Saint-Michel I est le premier bateau acquis par Jules Verne. Il était basé au port du Crotoy.

## Histoire
C'est en août 1865 que Jules Verne décide de louer une maison au Crotoy. Il s'installe alors dans une dépendance de la propriété Millevoye. Il est en pleine rédaction de sa Géographie illustrée de la France et de ses colonies. Sa femme, Honorine, ses deux filles adoptives, Suzanne et Valentine et son fils Michel peuvent ainsi profiter des bains de mer. En mars 1866, il loue à la propriété même un appartement pour l'été.
Au printemps 1868, il loue une petite villa de deux étages, La Solitude et se fait construire un bateau. En mars 1869, il décide de s'y installer à l'année et y vit effectivement à partir d'avril 1869. Il la quittera pour déménager à Amiens en février 1871.

## Description
Le Saint-Michel I est un bourcet-malet. Il ne s'agit donc pas d'un voilier de plaisance. Il mesure environ 9 m de long « ...il jauge 5 tonneaux et demi en douane et au moins 12 en réalité... ».
Ses plans ont été établis par le marin Paul Bos (1826-1886). Il est modifié sur le chantier Asselin, la cale à poisson devenant une petite cabine d'environ 3 m de long sur 1,70 m de large. Deux couchettes et un caisson contenant des cartes et des livres sont ajoutés. 
Terminé le 29 mai 1868, l'acte de propriété est signé par Jules Verne le 3 juin. Le 6 juin, celui-ci se rend à Saint-Valery-sur-Somme pour les formalités de douane et l'inscription sur le rôle de plaisance. 
Contrairement à ce qu'écrit Marguerite Allotte de La Fuÿe en 1923 dans sa biographie romancée sur l'auteur, Jules Verne ne fut pas garde-côtes au Crotoy à bord de son navire lors de la guerre de 1870. En effet, ce que la biographe a pris comme une arme n'est qu'un canon d'alarme miniature servant uniquement à attirer l'attention dans la brume ou à saluer.
Jules Verne est piloté à bord du Saint-Michel I par des marins et amis du Crotoy, Alexandre Delong (1831-1900) comme capitaine et Alfred Bulot (1834-1932) comme second. Il voyage ainsi dans la Manche jusqu'à Douvres, Londres et Ostende. En mai 1870, il entreprend une traversée jusqu'au Havre et remonte la Seine jusqu'à Paris. 
Jules Verne s’inspire malgré tout de ses voyages à bord de son petit bateau pour la rédaction de 20 000 lieues sous les mers comme en témoignent certaines lettres à son éditeur Hetzel : « ...Ah ! mon cher ami, quel livre si je l'ai réussi ! Que j'ai trouvé de bonnes choses en mer, en naviguant sur le Saint-Michel ! Le plus difficile, c'est de rendre tout cela si vraisemblable, que tout le monde soit tenté d'y aller ! Enfin, nous verrons.... » (Le Crotoy, 14 juin 1868). 
« ...Oui ! Je vous écris de Londres, où je serai dans quelques heures. J'avais fourré dans ma tête que le Saint-Michel irait à Londres, et, il y est à peu près. Je suis mouillé devant Gravesend, au moment où je vous écris, et finis là le premier volume de Vingt mille lieues sous les mers, tout comme si j'étais dans mon cabinet de la rue de Sèvres ! Est-ce assez beau, et quel aliment pour l'imagination ! .... » (Londres, 19 août 1868).
Il se sépare du Saint-Michel I en 1876 et se fait construire le Saint-Michel II.
Les agrès du Saint-Michel I se trouvaient encore dans le grenier de la propriété Millevoye avant le déclenchement de la Seconde Guerre mondiale.